# ستيف بوتس (لاعب كرة قدم)
ستيف بوتس (بالإنجليزية: Steve Potts)‏ هو لاعب كرة قدم أمريكي في مركز الدفاع، ولد في 7 مايو 1967 في هارتفورد في الولايات المتحدة. لعب مع وست هام يونايتد.

## وصلات خارجية
- ستيف بوتس على موقع قاعدة بيانات كرة القدم.إي يو (الإنجليزية)
- ستيف بوتس على موقع Soccerbase.com (لاعب) (الإنجليزية)
- ستيف بوتس على موقع عالم كرة القدم.نت (الإنجليزية)